# Antoś
Antoś – nieistniejąca skocznia narciarska w Szczyrku o punkcie konstrukcyjnym K-17 i rozmiarze HS-21.
Skocznia została wybudowana w 2001 roku. Od 2004 skocznia wyposażona była w urządzenia do dokładnego pomiaru np. siły wybicia, czy analizy pracy każdej z nóg skoczka. Oprócz tego obiekt posiadał najprawdopodobniej jedyny na świecie tzw. rozbieg krążownikowy. Zawodnik podczas najazdu jechał po specjalnie zamontowanych i ułożonych rolkach. Pomysłodawcą i autorem całego przedsięwzięcia był inż. Stanisław Banerski. Obiekt wyposażony był także w igelit.
Sama nazwa Antoś pochodzi od imion dwóch skoczków narciarskich ze Szczyrku – Antoniego Łaciaka i Antoniego Wieczorka. Skocznia nazywana była też Beskidkiem – od nazwy stoku na którym była położona.
Antoś był obiektem głównie wykorzystywanym do celów szkoleniowych. Trenowali na nim zawodnicy szczyrkowskich klubów – SS-R LZS Sokół oraz LKS Jastrząb.
W listopadzie 2012 skocznia została zlikwidowana.